# Turriviridae

Schemazeichnung: Virion der Turriviridae, Querschnitt und Außenansicht

Die Turriviridae sind eine Familie von doppelsträngigen DNA-Viren, die thermophile Archaeen (Klasse Thermoprotei der Crenarchaeota) infizieren.
Derzeit (Stand Mitte Juni 2021) enthält die Familie monotypisch nur die eine Gattung Alphaturrivirus. Als natürliche Wirte dieser Gattung dienen Archaeen der Art Sulfolobus solfataricus. Es gibt in ihr zurzeit nur zwei offiziell bestätigte Spezies.
Diese Viren wurden aus dem Thermalquellenbereich der Rabbit Creek Hot Springs isoliert, die sich im Midway Geyser Basin (deutsch: Mittleres Geysir-Becken) im Yellowstone-Nationalpark in den USA befindet.

## Aufbau
Die Virionen (Viruspartikel) der Turriviridae haben ikosaedrische Geometrie und eine Symmetrie mit Triangulationszahl T=31. Ihr Durchmesser beträgt etwa 74 nm. An den 12 fünffach-symmetrischen Ecken des Ikosaeders ragen „Türmchen“ heraus, die 13 nm über die Kapsidoberfläche hinausragen. Die Türmchen haben einen durchschnittlichen Durchmesser von 24 nm. Die Mitte jedes Türmchens enthält einen Kanal mit ~3 nm Durchmesser. Die Funktion dieses Kanals ist unbekannt, aber er könnte den Zugang zwischen dem Inneren und dem Äußeren der Virionen ermöglichen.
Das Genom der Turriviridae ist ein lineares Doppelstrang-DNA-Molekül (unsegmentiert, d, monopartit). Seine Länge beträgt 17.663 kbp (Kilobasenpaare), es hat 36 Offene Leserahmen (open reading frames, ORFs).
Das Genom hat einen GC-Gehalt von 36 %.
Es gibt fünf Strukturproteine:
ein Hauptprotein von 37 kDa (KiloDalton)
und mehrere Nebenproteine mit geschätzten Massen von 75, 25, 12,5 und 10 kDa.
Das Hauptkapsidprotein (en. major capsid protein, MCP) hat überwiegend β-Faltblatt-Struktur.

## Replikationszyklus
Die virale Replikation findet im Zytoplasma statt.
Die Transkription folgt dem üblichen Modell der Transkription nach DNA-Vorlage.
Als natürlicher Wirt dient Sulfolobus solfataricus.
Die Übertragung erfolgt durch passive Diffusion.

## Systematik
Die Systematik der Familie Turriviridae ist nach ICTV mit Stand Mai/Juni 2024 (Master Species List #39v1) wie folgt:
Familie Turriviridae
- Gattung Alphaturrivirus
  - Spezies Alphaturrivirus yellowstonense mit Sulfolobus turreted icosahedral virus 1 (STIV1, veraltet Sulfolobus turreted icosahedral virus)
  - Spezies Alphaturrivirus hveragerdiense mit Sulfolobus turreted icosahedral virus 2

Das NCBI listet derzeit (Stand 20. Juli 2024) keine weiteren Vorschläge im Bereich dieser Familie.